# Tyohepte Pale
Tyohepte Pale (* 1915 in Gbakpoulona; † 2001) war ein Künstler der afrikanischen Ethnie der Lobi.

## Leben und Werk
Tyohepte Pale wurde 1915 in Gbakpoulona im heutigen Burkina Faso geboren. Er blieb sein ganzes Leben in dieser Ortschaft. Er übernahm die Schnitzkunst von seinem Vater, ohne von diesem zunächst explizit angeleitet worden zu sein. Mit sieben Jahren arbeitete er als Hirte der väterlichen Herde. Um 1925 begann er immer systematischer zu modellieren, schließlich zu schnitzen. Er stellte figürliche Steinschleudern für den Eigenbedarf, dann auch zum Verkauf an Reisende her. Mit 15 Jahren nahm er an einer Initiationszeremonie teil, durch die er im Verständnis der Lobi zum Mann wurde. Nun unterwies ihn sein Vater selbst in der Kunst des Schnitzens. Mit achtzehn Jahren hatte er gründliche Fertigkeiten im Schnitzen erlangt. Nun bildete er immer mehr seinen eigenen, bald unverwechselbaren Stil heraus.
Als der Vater Anfang der 60er Jahre starb, begann er sich selbst als eigenständigen Schnitzer und Künstler zu begreifen und auch als Mittler der übersinnlichen Kräfte, welche seine Skulpturen für ihn verkörpern. Neben dem Bedarf an Figuren für den religiösen Kult im Ort war es aber auch bereits das Interesse europäischer Reisender, das ihm Abnehmer seiner Werke verschaffte. Sowohl bei den Einheimischen als auch bei den Europäern galt er überregional als Experte in Bezug auf religiöse Fragen als auch auf die Anfertigung spezifischer Figuren. Auch von Seiten der Regierung wurde er gewürdigt. Mit dem Ende des Kolonialismus und dem wachsenden Tourismus wuchs die Nachfrage nach seinen Werken. Berichte von Ethnologen machten ihn international einem Fachpublikum bekannt. Dabei wurde die Qualität seiner Werke durchaus unterschiedlich bewertet. Piet Meyer, Kurator am Museum Rietberg in Zürich, das in seiner Sammlung einige authentische Lobi-Skulpturen aufbewahrt, bezeichnete ihn als Fälscher. Doch Tyoheptes Ruhm steigerte den Verkaufswert seiner Werke, motivierte andere Schnitzer zur Herstellung von Fälschungen und führte zum wiederholten Diebstahl von Figuren durch reisende Händler.  Tyohepte nutzte den modernen Kunstmarkt und blieb gleichzeitig in der Tradition verwurzelt. Seiner Rolle als Künstler im westlichen Sinne stand er ambivalent gegenüber. Er empfing zahlreiche Interessenten und gab ihnen bereitwillig Auskunft über sich und sein Werk. Im Jahr 2001 verstarb Tyohepte Pale an Altersschwäche in seinem Heimatort.

## Rezeption
In seiner Gemeinschaft galt Tyohepte als begnadeter Schnitzer religiöser Figuren, aber auch als Priester und Heiler. Gleichzeitig schuf Tyohepte Pale systematisch Werke für den westlichen Kunstmarkt. Er ist somit ein Musterbeispiel für die Kunst der Lobi mit ihren individuell unterscheidbaren Schnitzerindividuen, was die Lobi-Kultur wesentlich von vielen anderen Kulturen Afrikas unterscheidet.
Weltweite Bekanntheit und Würdigung in einem westlichen Museum erfuhr Tyoheptes Werk durch die Präsentation von 21 seiner Skulpturen in der Dauerausstellung des Musée du quai Branly in Paris.
Verschiedene Forscher haben sich mit Tyohepte Pale und seinem Werk beschäftigt. Insbesondere der aus Frankreich stammende Poet und Autor Julien Bosc hat von 1995 bis 2001 engen Kontakt mit Tyohepte Pale gesucht und zentrale Aspekte zum Leben und Werk dieses Schnitzers aufgezeichnet.